# 리디아 윌슨
리디아 윌슨(Lydia Wilson, 1984년 ~ )은 영국과 미국의 배우이다.

## 출연 작품

### 영화
- 어바웃 타임 (2013)
- 스타트렉 비욘드 (2016)